# Súng kíp

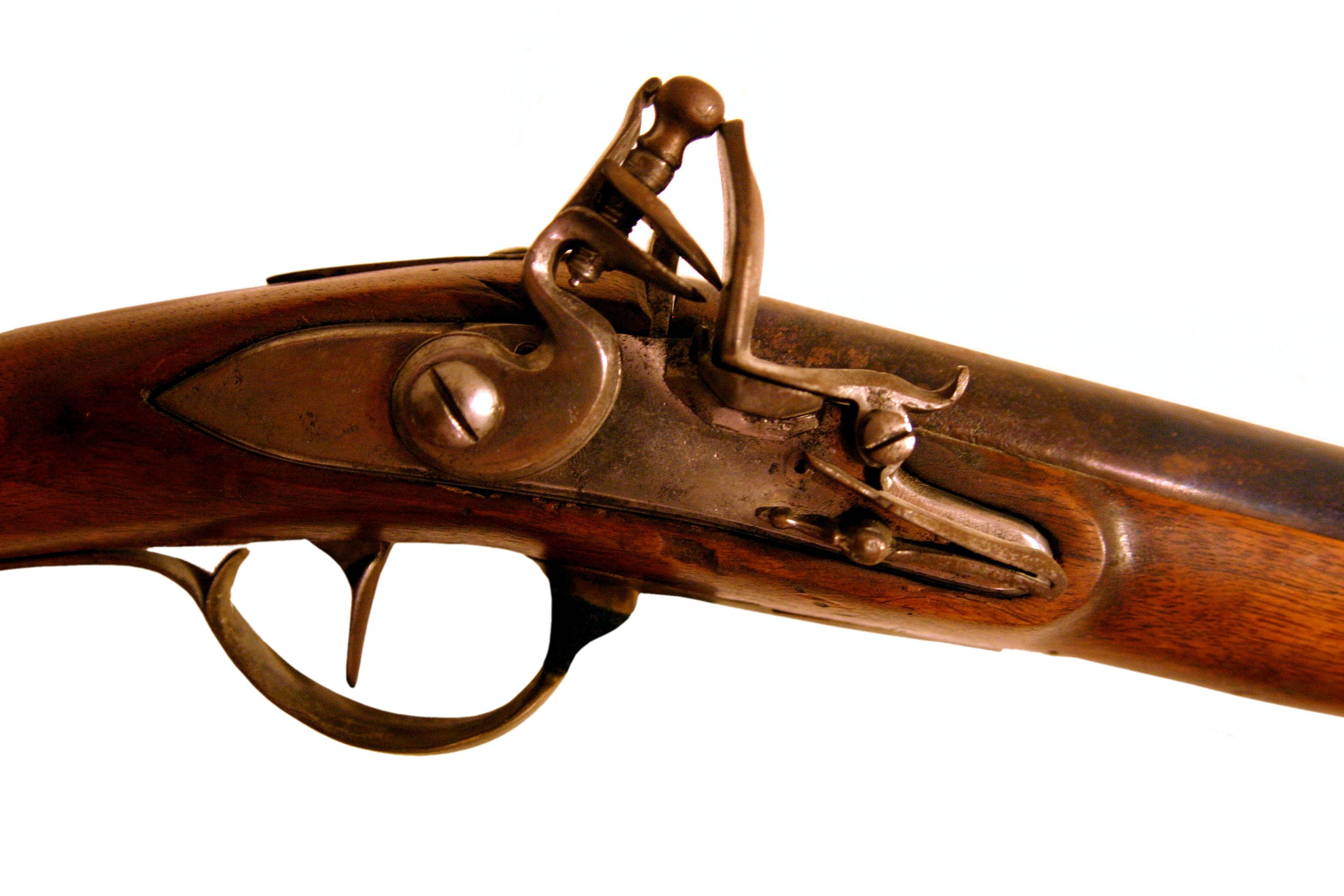
Cơ chế điểm hỏa của "Súng kíp"

Súng kíp là loại súng trường kiểu cũ, nguyên tắc hoạt động đơn giản. Thuốc phóng và đạn được nạp từ miệng nòng, gây hỏa bằng một kíp kiểu va đập đặt ở đuôi nòng.

## Lịch sử
Năm 1517 người Đức đưa ra kiểu súng kíp đầu tiên. Súng này được mồi bằng một bánh xe quay cọ vào đá lửa. Đến năm 1570, người Đức cải tiến súng này, kíp là viên đá lửa đập vào mặt kim loại, làm cháy thuốc ở cốc mồi. Lửa được dẫn qua lỗ nhỏ vào khối thuốc chính. Năm 1612, người Pháp cải tiến một lần nữa, đưa ra loại súng kíp phổ biến ở châu Âu, có nắp đậy thuốc súng, chỉ mở ra khi bấm cò để đá lửa lao vào, hạn chế ẩm. Đến đầu thế kỷ 19, việc sử dụng hạt nổ xuất hiện, người ta không dùng khối dụng thuốc mồi mà bọc thuốc phát nổ trong một gói nhỏ để kim hỏa lao vào, đảm bảo chống ẩm hơn. Những hạt nổ đầu tiên dùng giấy tẩm thuốc. Đến đầu thế kỷ 19 đá lửa mới hết thời và súng dài, súng trường đã trở thành vũ khí chính của bộ binh.
Trong các ngôn ngữ tại châu Âu, súng kíp gọi bằng từ "súng hỏa mai kíp đá lửa", tiếng Anh là Flintlock Musket.

## Ở Việt Nam
Ở Việt Nam danh từ súng kíp được dùng để chỉ các loại súng tự tạo có nòng dài. Người Dân tộc Mèo ở Việt Nam rất giỏi làm súng kíp và đặc biệt là bằng các công cụ rất thô sơ. Trước đây, để làm nòng súng họ phải mất cả hàng năm trời miệt mài khoan lỗ, làm nòng súng từ những đoạn sắt tròn đặc .